# Humberto de Araújo Benevenuto
Humberto de Araújo Benevenuto (* 4. August 1903 in Rio de Janeiro; † unbekannt) war ein brasilianischer Fußballnationalspieler.

## Karriere

### Verein
Benevenuto war in seiner Laufbahn für Americano FC, Jequiá-RJ, CR Flamengo, Atlético Mineiro, Botafogo FR, Palestra Itália, Carioca, Portuguesa-RJ und Olímpico-RJ aktiv. Mit Flamengo gewann er 1925 und 1927, mit Botafogo 1932 die Staatsmeisterschaft von Rio de Janeiro. Er soll 1932 und 1933 auch in Reihen des Club Atlético Peñarol gestanden haben. Sein Name ist in den Kaderaufstellungen allerdings nicht erwähnt und in Auflistungen der Saisonstammformationen in der Literatur nicht zu finden.

### Nationalmannschaft
Er war Teil der Nationalmannschaft bei der Fußball-Weltmeisterschaft 1930, kam aber zu keinem Einsatz. Seinen ersten Einsatz erhielt er bei einem Freundschaftsspiel am 10. August 1930 beim 4:1 gegen die Jugoslawien. Sein zweites Spiel hatte er am 17. August 1930 bei einem weiteren Freundschaftsspiel gegen die USA. Dieses endete 4:3.

## Erfolge
Flamengo
- Staatsmeisterschaft von Rio de Janeiro: 1925, 1927

Botafogo
- Staatsmeisterschaft von Rio de Janeiro: 1932